# Замак Виборг
Замак Виборг (рус. Выборгский замок, фин. Viipurin linna, швед. Viborgs slott) је шведска средњовековна тврђава око које се развио град Виборг (данас у Русији). Дворац је постао упориште шведског царства у региону Карелије. Током векова била је то прва одбрана краљевине од Руса. Њен војни и стратешки статус у касном средњем веку био је на другом месту након утврђене престонице Стокхолма. Тренутно је то локација Регионалног музеја Виборг.

## Опште
Замак Виборг био је један од три главна замка Финске, то су били: Турку (Åbo на шведском), Хаменлина (Tavastehus), и Виборг (Viborg).
Изграђен је као источна предстража средњовековне Краљевине Шведске: налази се на Карелијској превлаци, на малом острву у најдубљем углу Финског залива, у тесном мореузу који повезује Суоменведенпохја (фински назив) са Виборшким заливом. Првобитно је изграђен 1290. године на месту Карелијске тврђаве после Трећег крсташког рата Шведске у Финској. Град се првобитно налазио унутар спољних утврђења замка, на острву, али је због недостатка простора морао бити премештен на садашње место изван острва.

## Историја гвозденог доба
Ископавања 1980-их указала су да је карелијска тврђава претходила замку који су изградили Швеђани 1293. године. Најстарији слојеви откривени су у такозваном ковачком дворишту. На овом подручју пронађен је ручно изграђени грудобран од песка са дрвеним стубовима. Пронађени су и угљенисани остаци зграда, од којих су неке биле повезане са грудобраном. Тјуленев сугерише да је карелијска тврђава имала дрвену кулу. Његов налаз са тог подручја укључује савијени мач који је датиран у период између 1130–1200.

## Средњовековна историја
Изградња следеће фазе тврђаве започета је 1293. године по наредби Торкела Кнутсона, лорда високог службеника Шведске, који је 1290-их претпоставио крсташки рат против Карелије, Трећи шведски крсташки рат. Крсташки рат је био део текућих шведско-новгородских ратова, против Руса Новгородске републике. Кнутсон је одабрао место нове тврђаве да би контролисао залив Виборг, који је био омеђен трговинским местима која је дуго користило локално становништво. Из залива пловни речни пролаз иде у унутрашњост, на крају повезујући место са неколико округа, језера и, индиректно кретањем пловила по сувом, са рекама које се уливају у језеро Ладога.
Године 1364. Алберт III из Мекленбурга проглашен је шведским краљем, и у складу са немачким моделом почео је да дели феуде замака, који су били огромни у Финској, на мање провинције. У неким случајевима, ове нове, мање провинције добијале су одвојена пребивалишта извршитеља која су у међувремену нестала; то је био случај са Линавуори дворцу у Порвоу (Borgå) и замак Корсхолм у Остроботнији, у близини модерног града Васа који је касније основан. Само земљани радови остали су на овим локацијама, али на два места су изграђени, још увек постојећи, (иако сада рушевна камена упоришта): Расеборг замак, у западној Новој Земљи (западно од Хелсинкија) и Кастелхолм замак, на Оландским острвима.
Замак и велики околни феуд постали су практично аутономна кнежевина. Његови гувернери обично су били искључени из прихода округа. Феудални посед Виборг је постао познат као маркгрофовија. Његови гувернери углавном су били из најмоћнијих породица краљевине. Уживали су велика административна овлашћења на значајној удаљености од главног града. Ово их је учинило практично независним владарима. Дворац Савонлина, Олавинлина (изграђен 1470-их), обично је био потчињен Виборгу.
Истакнути људи који су држали Виборг као феуд били су Бо Јонсон (Грип), Кристер Нилсон Васа (1417–42), Карл Кнутсон Бонде (1442–48, будући краљ), Ерик Акелсон Тот (1457–81), Кнут Посе (1495 –97), Стен Стуре Старији (1497–99), Ерик Биелке и гроф Џон од Хоје. Тврђаве су нарочито увећане током 1440-их и касног 15. века.

Прво помињање ватреног оружја у Финској односи се на замак Виборг 1429. године. Током средњег века Руси су више пута опседали замак, најпознатије 1495. током руско-шведског рата (1495–97), док је Кнут Посе био гувернер дворца. Ситуација бранилаца изгледала је безизлазна, али спасила их је експлозија Виборга 30. новембра 1495. године (Дан Светог Андрије), мистериозна експлозија која је уплашила Русе након чега су поверовали да су на небу видели крст Светог Андреја.
- Симулација замка Виборг у пламену 1710. године, после руског напада у Великом северном рату.
- Дворац Виборг, Торстен Вилхелм Форстен: 1840.
- Замак Виборг 1885.

## Модерна историја
У 16. веку је много тога обновљено и направљени су додаци. У 17. веку замак је пуштен да пропадне, јер је опасност од Русије смањена, а граница је била даље према истоку.
Руси су заузели Виборг 1710. године, али је враћен у финске руке 1812. године када је цела Стара Финска била припојена аутономној Великој кнежевини Финској. Дворац свој данашњи изглед дугује опсежним рестаурацијама предузетим током 1890-их. Војска Руског царства користила је дворац до 1918. године за становање.
Вибург је припадао новој независној Републици Финској између 1917–40 и поново 1941–44. Као резултат промена граница у Другом светском рату, анектиран је од Совјетског Савеза 1944. године.

## Архитектура
Главни дворац, смештен у источном делу острвца на његовом највишем брду, има неправилан четвороугаони распоред, а његов највећи део је огромна кула Светог Олава (на финском језику Pyhän Olavin torni). Висока је 3–4 спрата, местимично се разликује. Спољни одбрамбени зидови окружују главни замак, пратећи обале острва.
- Поглед на дворац
- Зидови замка
- Кула Светог Олава

## Остали извори
- Carl Jacob Gardberg (1994). Finlands medeltida borgar. ISBN 978-9515006165. (Esbo : Schildt)